# Hyperplatys cana
Hyperplatys cana là một loài bọ cánh cứng trong họ Cerambycidae.